# Fa'afafine
Fa'afafine su ljudi koji se identificiraju kao treći rod ili nebinarni rod u Samoi, Američka Samoa, i u samoanskoj dijaspori. U tradicionalnom samoanskom društvu, fa'afafine su priznati rodni identitet/rodna uloga i sastavni dio samoanske kulture. Ova se uloga dodjeljuju muškarcima pri rođenju i eksplicitno utjelovljuju i muške i ženske rodne osobine na način jedinstven za Polineziju. Njihovo se ponašanje obično kreće od ekstravagantno ženskog do konvencionalno muškog.
Istaknuta zapadnjačka teorija, među brojnim antropološkim teorijama o Samoanima, glasila je da će, ako obitelj ima više dječaka nego djevojčica ili nedovoljno djevojčica da pomažu u obavljanju ženskih poslova oko kuće, muška djeca biti odgajana kao fafafini; iako su studije pobile ovu teoriju.
Procjenjuje se da 1-5% Samoanaca identificira kao faʻafafine. Te Ara: Enciklopedija Novog Zelanda procjenjuje da u Samoi postoji 500 faʻafafina, a isto toliko u samoanskoj dijaspori na Novom Zelandu; dok prema vijestima SBS-a trenutno na Samoi živi do 3000 faʻafafina.

## Povijest i terminologija
Riječ faʻafafine uključuje uzročni prefiks faʻa–, što znači "na način", i riječ fafine, što znači "žena". Riječ je kognat s jezično povezanim riječima ili socijalnim kategorijama na drugim polinezijskim jezicima, kao što su tongaška fakaleiti (također fakafefine), rarotonška akava'ine, havajski i tahićanski māhū (doslovno u sredini), maorski whakawāhine, niujski fiafifine (također fakafifine), tokelauski fakafāfine, tuvalu pinapinaaine, gilbertski binabinaaine i uveaški fakafafine.
Ženski ekvivalent ovom pojmu na Samoi, žena koja je pretvara u muškarca, poznat je pod nazivima faʻatane, faʻatama i fafatama. U konačnici, zapadni pojmovi poput homoseksualca, transrodnih osoba itd., ne poklapaju se točno sa samoanskim pojmovima poput faʻafafine, faʻatane itd., i koji imaju značenje u tradicionalnim kulturnim sustavima faʻasamoe na Samoi.
Samoanska žargonska riječ mala (ili "devastacija" na samoanskom jeziku) rjeđe se koristi za faʻafafine, jer je nastala pod utjecajem homofobije i transfobije.
Povijest faʻafafine, kroz kolonije, teško je pratiti. Nafanua, žena ratnica i poglavica samoanske rane povijesti, često se drži kao ikona faʻafafine i faʻatane. U snimljenim Dolgoyevim intervjuima s faʻafafineom iz 1980-ih znamo da je Johnny Fruitcake bio popularan faʻafafine tijekom američke vojne okupacije Samoe u Drugom svjetskom ratu, te da je Anita (Tony Schwenke) bila osnivačica Hollywooda, krojačke radnje i kuće utočište za faʻafafine u Apiji 1960-ih i 1970-ih. Počevši od 1980-ih, kroz samoansku dijasporu, faʻafafine je počeo biti prisutan u suvremenim globalnim kulturama.

## Uloga u samoanskom društvu
Faʻafafine su poznate po svom marljivom radu i predanosti obitelji, u samoanskoj tradiciji tautua ili služenju obitelji. Ideje obitelji u Samoi i Polineziji znatno se razlikuju od zapadnih konstrukcija i uključuju sve članove sa ili komunalne obitelji unutar obiteljskih sustava faʻamatai.
Faʻafafine, kao treći spol, imaju seksualne veze gotovo isključivo s muškarcima koji se ne identificiraju kao faʻafafine, a ponekad i sa ženama, ali ne i s drugim faʻafafinama. Ovaj je treći spol toliko dobro prihvaćen u samoanskoj kulturi da većina Samoanaca kaže da imaju prijateljske odnose s barem jednim faʻafafinom; međutim, nije potpuno prihvaćen u drugim zajednicama, poput nekih katoličkih skupina i tradicionalnih vođa. Tradicionalno, faʻafafine prate trening svakodnevnog rada žena u Aigi (samoanska obiteljska skupina).
Faʻafafine navodi da su se kao djeca "voljeli" baviti ženskim aktivnostima, poput igranja s vršnjakinjama, igranja ženskih likova tijekom igre uloga, oblačenja u žensku odjeću i igranja sa ženskim rodno tipičnim igračkama. To je za razliku od žena koje su izjavile da su im se jednostavno "sviđale" baviti se tim aktivnostima kao djeca. Neki se fafafini sjećaju da su u djetinjstvu bili djevojčice, ali da su to bolje znali kao odrasli. U Samoi se vrlo rijetko ismijava ili nezadovoljstvo prema biološki muškom djetetu koje navodi da su djevojčica. Na primjer, jedno istraživanje pokazalo je da je samo manjina roditelja (20 posto) pokušala spriječiti svoju fafafinu djecu da se bave ženskim ponašanjem. Guranje u ulogu muškog spola uznemirava mnoge fafafine. Značajan broj izjavio je da su "mrzili" mušku igru, poput grubih igara i sportova, čak i više nego što to mrze djevojčice.

## Društvo Faʻafafine u Američkoj Samoi i Samoanski savez Faʻafafinea
Društvo Faʻafafine u Američkoj Samoi ili Le Sosaiete o Faʻafafine i Amerika Samoa (SOFIAS) organizacija je koja ima za cilj poticanje suradnje između faʻafafina i LGBTQI + zajednica u objema Američkoj Samoi, azijsko-pacifičkoj regiji i svijetu. SOFIAS se opisuje kao organizacija posvećena uravnoteženju obje samoanske vrijednosti sa zapadnim utjecajima i ima za cilj promicanje pozitivnog stava prema samoanskoj zajednici fafafafina. Sada poznat kao Miss SOFIAS, Izbor za Miss Island Queen održava se u Pago Pagu, Američka Samoa, od 1979. godine.
Udruženje Samoa Faafafine Incorporated (SFA) neovisne Samoe sa sjedištem u Apiji djeluje više od deset godina. Usko surađuje s vladom, lokalnim crkvama i omladinskim organizacijama, podržavajući projekte zajednice za faafafine zajednice, ali i za starije i mlade na Samoi. SFA je aktivan na međunarodnoj razini surađujući s regionalnim nevladinim organizacijama Ujedinjenih naroda i Tihog okeana u ime faʻafafine, transrodne i LGBT zajednice na pacifičkim otocima. Oni su također aktivno surađivali s medijima razvijajući pravedniju zastupljenost faʻafafine u medijima.
Na Samoi je pokrenula zakonodavnu aktivnost Udruga Samoa Faafafine, s odvjetnicima faafafine Alex Suʻa i Phineas Hartson Matautia, po pitanjima prava LGBT osoba na Samoi. Njihovi napori da ukinu homofobne i transfobne zakone naslijeđene od britanske i novozelandske kolonijalne uprave naišli su na djelomičan uspjeh. Jednako pravo na brak za faʻafafine i dalje nije ozakonjeno na Samoi. Unatoč legalizaciji ravnopravnosti brakova u SAD-u, ovo još uvijek nije priznato na američkom teritoriju Američke Samoe.

## Poznati faʻafafine
- Edward Cowley zvani "Heljda" - drag izvođač i televizijska ličnost sa sjedištem u Aucklandu, radio je s Novozelandskom zakladom za AIDS, prvak u bodybuildingu.
- Shigeyuki Kihara - suvremeni umjetnik čiji su radovi predstavljeni na brojnim muzejskim izložbama, umjetničkim galerijama širom svijeta. Njezina samostalna izložba Shigeyuki Kihara: žive fotografije (2008–9) bila je prva izložba suvremene samoanske umjetnosti u Metropolitan muzeju. Kihara je suurednica knjige 2018 Samoan Queer Lives iz 2018. godine.[16]
- Marion Malena - višestruka pobjednica izbora za ljepotu i izvođačica iz Američke Samoe koja trenutno živi u Seattlu.[17]
- Fuimaono Karl Pulotu-Endemann - medicinski djelatnik, Justice of Peace i gay aktivist s Novog Zelanda. U novogodišnjim počastima 2001. Pulotu-Endemann je postao članom novozelandskog Reda za zasluge za usluge u javnom zdravstvu.
- Jaiyah Saelua - nogometaš američke Samoe. Saelua je bio prvi faʻafafine igrač koji se natjecao u muškoj kvalifikacijskoj utakmici za Svjetsko prvenstvo u nogometu. Saelua predstavljen u britanskom dokumentarcu Next Goal Wins.[18][19]
- Dan Taulapapa McMullin - pjesnik, slikar, filmaš. Izloženo u muzeju Bishop, muzeju Metropolitan, Ujedinjeni narodi. Zbirka pjesama: Kokosovo mlijeko (Deset najboljih knjiga LGBT-a godine Američkog udruženja knjižnica).
- Amao Leota Lu - umjetnica performansa, aktivistica, vođa zajednice[20]

## Fiktivni faʻafafine
- polu-muškarac polu-djevojka, neimenovani lik u romanu Alberta Wendta Leteća lisica na drvetu slobode (1979).
- Sugar Shirley, lik iz romana Sia Figiela Gdje smo nekada pripadali (1996).[21]
- Vili Atafa, lik u predstavi Pasifika (1996) Oscara Kightleyja, Davida Fanea i Nathaniela Leesa[22]
- Sinalela (2001.), izmišljeni lik u kratkom filmu Sinalela, Dan Taulapape McMullina, nagrađen je za najbolji kratki film na Honolulu Rainbow Film Festivalu.[23]
- Jerry the Faʻafafine (2011.), tematska figura (pod utjecajem poezije Taulapape) u seriji umjetničkih djela Tanu Gagoa.[24]